# Роздольне (село, Чугуївський район)
Роздо́льне — село в Україні, у Зміївській міській громаді Чугуївського району Харківської області. Населення становить 300 осіб. До 2020 орган місцевого самоврядування — Таранівська сільська рада.

## Географія
Селом тече Балка Бузова, ліва притока річки Берестової.

## Історія
1689 — дата заснування.
В 2010 році постановою Харківської обласної ради селище Роздольне стало селом.
12 червня 2020 року, відповідно до Розпорядження Кабінету Міністрів України  № 725-р «Про визначення адміністративних центрів та затвердження територій територіальних громад Харківської області», увійшло до складу Зміївської міської громади.
19 липня 2020 року, в результаті адміністративно-територіальної реформи та ліквідації Зміївського району, село увійшло до складу Чугуївського району Харківської області.

## Населення

### Мова
Розподіл населення за рідною мовою за даними перепису 2001 року:
| Мова            | Кількість | Відсоток |
| --------------- | --------- | -------- |
| українська      | 189       | 63.00%   |
| російська       | 110       | 36.67%   |
| інші/не вказали | 1         | 0.33%    |
| Усього          | 300       | 100%     |

## Економіка
- Молочно-товарна ферма.
- Племінне птахівниче підприємство «Роздольне».

## Об'єкти соціальної сфери
- Фельдшерсько-акушерський пункт.